# Adin Ballou
Adin Ballou (23. april 1803 – 5. august 1890) var en prominent amerikansk fortaler for pacifisme, socialisme og frigørelse og grundlægger af Hopedale Community. Gennem sin lange karriere som universalist og senere unitar, forfulgte han ufortrødent sociale reformer på basis af socialismen. I 1837 bekendte han sig officielt til abolitionismen. Hans værker blev bl.a. beundret af Leo Tolstoy,  som finansierede russiske oversættelser af nogle af Ballous værker.

## Eksterne links
- Works by Adin Ballou at Internet Archive
- Friends of Adin Ballou
- Christian Non-Resistance in All Its Important Bearings Arkiveret 15. september 2012 hos  Wayback Machine (his principal work on pacifism)
- Anarchy Archives Section on Ballou.
- Dictionary of Unitarian & Universalist Biography Arkiveret 20. august 2012 hos  Wayback Machine
- 'Voice of Duty' July 4th antislavery speech by Ballou Arkiveret 12. oktober 2006 hos  Wayback Machine, from the Antislavery Literature Project.